# Dunvegan
Dunvegan (in gaelico: Dùn Bheagain, traducibile come piccolo castello) è una città della Scozia che sorge sull'isola di Skye.
È famosa per il castello di Dunvegan.